# イップ・マン 誕生
『イップ・マン 誕生』（イップ・マン たんじょう、原題：葉問前傳、英題：The Legend is Born - Ip Man）は2010年公開の香港映画。
ドニー・イェン主演の『イップ・マン 序章』『イップ・マン 葉問』『イップ・マン 継承』は同じ実在の武術家・葉問を主人公としているものの、制作会社、監督、主演の違う全く別のプロジェクトであり、本作とはシリーズではない。

## 解説
これは、かつて『イップ・マン 序章』のプロデューサーの1人であり、世界詠春聯會の副主席を務めるシン・クォックラム（冼國林）が製作総指揮を執り、新たに別の制作会社（國藝影視製作有限公司）、別の監督（ハーマン・ヤウ）で制作したイップ・マン作品である。
ここではイップ・マンの幼年期から青年期、妻ウィンシンとの出会い、戦争前夜の日本の秘密結社との戦いなどが物語の中心を占め、実際に長年詠春拳を学んできたデニス・トーが若き日のイップ・マンを演じた。出演はサモ・ハン・キンポー、ルイス・ファン、ユン・ピョウ、クリスタル・ホアンほか。また当時86歳であった葉問の実の長男イップ・チュン（葉準）がリョン・ピック（梁壁）役で特別出演しアクションを披露している。
役を変えてあるとはいえ、キャストがウィルソン・イップ監督・ドニー・イェン主演作品と重なっていることや（制作公開は『イップ・マン 葉問』が先となる）、一部海外でのソフトウェア発売に際し『Ip Man 3』や『Ip Man Zero』と題されたこと、過去にドニー・イェン版2作に本作を加えた3枚1組の海賊盤がトリロジーとして発売され、また日本では非常に似た邦題であることが、同じシリーズとして誤解を招く要因になった。
この続編として、本作と共通の制作会社スタッフ監督で晩年のイップ・マンを描いた『イップ・マン 最終章』が制作されており、主役のイップ・マンを香港の俳優アンソニー・ウォンが演じている。

## ストーリー
1905年、中国広東省、仏山市。6歳のイップ・マン（ウェン・ジュンフェイ）と義兄のイップ・ティンチー（沈艾劼）は父（チェン・チーフイ）に連れられチェン・ワースン（サモ・ハン・キンポー）の詠春拳武館にやってくる。弟子入りした2人はそこで同門の少女メイワイ（シュー・チャオ）とともに、師匠や一番弟子のツォンソウ（ユン・ピョウ）から詠春拳を学ぶ。しかし師匠ワースンが突然の病に倒れ、武館はツォンソウが後を継ぐことになった。
数年後。青年に成長したイップ・マン（デニス・トー）とティンチー（ルイス・ファン）やメイワイ（ローズ・チェン）たち。ある祭りの夜、チンピラに絡まれた女性チョン・ウィンシン（クリスタル・ホアン）を助けたイップ・マンに、副市長（ラム・シュー）の愛娘である彼女はひと目ぼれをする。なんとか想いを伝えようとするも、すれ違いからその気持ちを知ることもなくイップ・マンは香港へ留学してしまうのだった。
留学先の香港の学校で、中国人をバカにしたイギリス人を叩きのめした彼は一躍街の有名人となった。ある日訪れた薬局で年老いた店長から詠春拳の手ほどきを受け、教えを請う。その老人こそ詠春拳の達人、リョン・ビック（イップ・チュン）であった。ビックはそれまでの詠春拳を改良し発展させたがゆえに、詠春一門から疎まれ家族からも離れて暮らしてきたのだという。その厳しい稽古に喰らいつくイップ・マン。
一方、戦争の影が忍び寄る仏山では日本の貿易商人である北野行雄（澤田拳也）と彼の妹由美（バーニス・リウ）が暗躍し、武術界をも手中に収めようとしていた。それに抵抗しようとしたのは“精武体育会”のリー会長と副会長を務めるティンチーであった。そこへ大学を卒業したイップ・マンが仏山の武館へと戻って来た。ビックにより改良された技をひと目見て師匠のツォンソウは「邪道だ」と激怒する。
再会したウィンシンとイップ・マンが関係を深めるのを見て傷ついたのは彼を秘かに慕う同門のメイワイであった。メイワイを愛するティンチーはそんな彼女を慰め、やがて2人は結婚することとなった。兄の結婚式の晩、リー会長が何者かに殺害される事件が起こり、最後にリー会長に会っていたイップ・マンは容疑者として逮捕されてしまう。

## 出演
| 役名                             | 俳優                           | 日本語吹替 |
| -------------------------------- | ------------------------------ | ---------- |
| イップ・マン（葉問）             | デニス・トー（杜宇航）         | 高橋英則   |
| イップ・ティンチー（葉天賜）     | ルイス・ファン（樊少皇）       | 志村知幸   |
| チョン・ウィンシン（張永成）     | クリスタル・ホアン（黃奕）     | 丸山雪野   |
| リー・メイワイ（李美慧）         | ローズ・チェン（陳嘉桓）       | たなか久美 |
| ウー・ツォンソウ（吳仲素）       | ユン・ピョウ（元彪）           | 佐藤晴男   |
| チェン・ワースン（陳華順）       | サモ・ハン・キンポー（洪金寶） | 水島裕     |
| 北野行雄                         | 澤田拳也                       |            |
| チャン・ホウテン副市長（張浩天） | ラム・シュー（林雪）           | 玉野井直樹 |
| リョン・ビック（梁璧）           | イップ・チュン（葉準）         | 千田光男   |
| 北野由美                         | バーニス・リウ（廖碧兒）       |            |
| メイワイ（幼年期）               | シュー・チャオ（徐嬌）         |            |
| イップ・マン（幼年期）           | ウェン・ジュンフェイ（文俊輝） |            |
| イップ・ティンチー（幼年期）     | 沈艾劼                         |            |
| イップ父（葉靄多）               | チェン・チーフイ（陳之輝）     |            |

## スタッフ
- 監督：ハーマン・ヤウ（邱禮濤）
- 製作総指揮：シン・クォックラム（冼國林）
- 武術総顧問：シン・クォックラム（冼國林）
- 武術指導：トニー・リャン（梁小熊）
- 脚本：エリカ・リー（李敏）、リー・シン（李昇）
- 撮影監督：ジョー・チャン（陳廣鴻）、ガイ・マンイン（倪文賢）
- 編集：フォン・チーワイ（馮志偉）、リウ・ジージャン（劉志江）
- 音楽：マク・ジャンフン（麥振鴻）
- 美術：ロングモンド・リャン（梁樂民）

## 主題歌
エンディングテーマ

「千尺浪」

歌：ルイス・チョン（張繼聰）

曲：于會泳、胡登跳（原曲 闖將令)

詞：エリカ・リー（李敏）

編曲：マク・ジャンフン（麥振鴻） 

## 関連作品
- イップ・マン 宗師